# جيمس جونسون (سياسي أمريكي، مواليد 1774)
جيمس جونسون (بالإنجليزية: James Johnson)‏ هو سياسي أمريكي، ولد في 1774 في مقاطعة أورانج في الولايات المتحدة، وتوفي في 13 أغسطس 1826 في واشنطن العاصمة في الولايات المتحدة. نشط حزبياً في الحزب الديمقراطي. وقد انتخب عضو مجلس النواب الأمريكي.